# Gavin MacLeod
Pour les articles homonymes, voir Gavin et MacLeod.
Gavin MacLeod, nom de scène d'Allan George See, né le 28 février 1931 à Mount Kisco (État de New York) et mort le 29 mai 2021 à Palm Desert (Californie), est un acteur américain. 
Il est surtout connu en France pour son rôle du capitaine Merrill Stubing dans la série télévisée La croisière s'amuse.

## Biographie

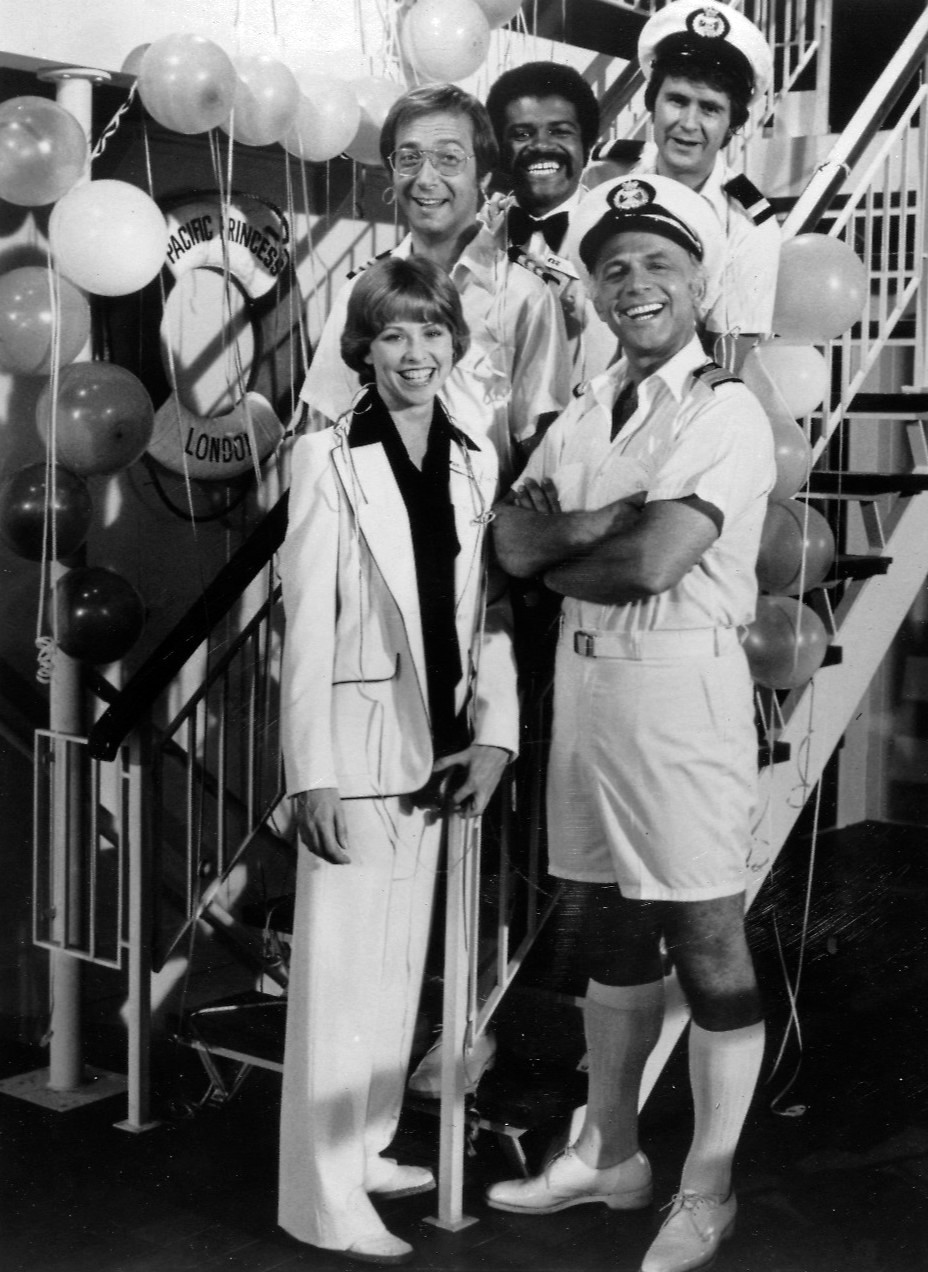
Gavin MacLeod (en bas, à droite) dans La croisière s'amuse.

Allan George See est l'aîné des deux fils de George See (1906–1945), électricien d'ascendance ojibwée, et Margaret Shea (1906–2004), employée aux éditions du Reader's Digest. Il passe son enfance à Pleasantville, et étudie le théâtre à l'Ithaca College, dont il sort diplômé en 1952. Après avoir servi dans l'USAF, il travaille à New York au Radio City Music Hall, sans cesser de chercher des rôles.
C'est alors qu'il décide de changer de nom : il choisit Gavin, nom d'un handicapé dans un téléfilm, et MacLeod en hommage à sa professeure de théâtre d'Ithaca, Beatrice MacLeod. Lors d'une interview accordée en 2013 à Parade Magazine, MacLeod déclare à ce propos : « J'ai l'impression que mon nom a contribué à mon succès public […] Allan, c'était vraiment trop quelconque, et See prêtait à confusion. »

## Filmographie

### Cinéma
- 1958 : Dans les griffes du gang (The true story of Lynn Stuart) de Lewis Seiler : turk (non crédité)
- 1958 : La Rage de vivre (en) (Young and Wild) de William Witney : Mac
- 1958 : Je veux vivre ! (I Want to Live!) de Robert Wise : lieutenant de police
- 1959 : Le Génie du mal (Compulsion) de Richard Fleischer : Padua
- 1959 : La Gloire et la Peur (Pork Chop Hill) de Lewis Milestone : Saxon
- 1959 : Opération Jupons (Operation Petticoat) de Blake Edwards : Ernest Hunkle
- 1959 : The Gene Krupa Story de Don Weis : Ted Krupa
- 1960 : Twelve Hours to Kill de Edward L. Cahn : Johnny
- 1960 : Une seconde jeunesse (High Time) de Blake Edwards : le professeur Thayer
- 1961 : The Crimebusters (en) de Boris Sagal : Harry Deiner
- 1962 : La guerre est aussi une chasse de Denis Sanders : Crotty
- 1964 : La flotte se mouille (McHale's Navy) de Edward Montagne : Joseph « Happy » Hanes
- 1965 : Les Exploits d'Ali Baba (The Sword of Ali Baba) de Virgil Vogel : Hulagu Khan
- 1965 : McHale's Navy Joins the Air Force de Edward Montagne : Joseph « Happy » Haines
- 1966 : Deathwatch (en) de Vic Morrow : Emil
- 1966 : Women of the Prehistoric Planet : l'opérateur radio
- 1966 : La Canonnière du Yang-Tsé (The Sand Pebbles) de Robert Wise : Crosley
- 1968 : La Party (The Party) de Blake Edwards : C. S. Divot
- 1968 : Un colt nommé Gannon de James Goldstone : Lou
- 1969 : The Thousand Plane Raid de Boris Sagal : le sergent Kruger
- 1969 : The Comic de Carl Reiner : le premier réalisateur
- 1970 : De l'or pour les braves (Kelly's Heroes) de Brian G. Hutton : Moriarty
- 2002 : Time Changer de Rich Christiano : Norris Anderson
- 2005 : Checking Out (en) de Jeff Hare : le portier
- 2008 : The Secrets of Jonathan Sperry de Rich Christiano